# Europese kampioenschappen baanwielrennen 2014
De Europese kampioenschappen baanwielrennen 2014 waren de vijfde editie van de Europese kampioenschappen baanwielrennen die georganiseerd worden door de UCI. Ze werden van 16 t/m 19 oktober 2014 gehouden op de onoverdekte wielerbaan Vélodrome Amédée Détraux te Baie-Mahault in het Franse overzeese departement Guadeloupe. Er stonden negentien onderdelen op het programma.
Het feit dat de Europese kampioenschappen feitelijk in Noord-Amerika werden gehouden leidde bij enkele bonden tot zorgen over hogere kosten. Enkele dagen voor het begin van het kampioenschap de deden Duitse coaches hun beklag over het warme en vochtige weer op het Caribische eiland; verder zou de 333 meter lange betonnen wielerbaan te weinig op een standaard-velodroom lijken. De Franse wielrenner Grégory Baugé, die van Guadeloupse afkomst is, won goud op de sprint en zilver op de teamsprint.
De Nederlandse baanploeg won vier medailles, Elis Ligtlee en Shanne Braspennincx wonnen op de eerste dag een bronzen plak op de teamsprint. Ligtlee won haar tweede medaille door op de 500 meter tijdrit tweede te worden. Op de afsluitende zondag won Matthijs Büchli zilver op de keirin voor mannen terwijl Shanne Braspennincx de bronzen medaille bij de vrouwen won. Theo Bos, de oud-wereldkampioen die tijdens zijn carrière als wegwielrenner een tijdelijke overstap terug naar de baan maakte kon geen potten breken.
De Belgische ploeg won eveneens vier medailles, op de vrijdag werd Otto Vergaerde Europees kampioen op de scratch voor mannen en won Kelly Druyts zilver in de puntenkoers voor vrouwen. Op de afsluitende zondag werden nog twee zilveren medailles behaald, Kenny De Ketele werd samen met Otto Vergaerde tweede in de koppelkoers en Jolien D'Hoore werd tweede in het omnium.

## Kalender
| Datum                | Onderdeel |
| -------------------- | --- |
| Donderdag 16 oktober | Teamsprint mannen Ploegenachtervolging mannen Scratch mannen Teamsprint vrouwen Ploegenachtervolging vrouwen Puntenkoers vrouwen |
| Vrijdag 17 oktober   | Puntenkoers mannen Scratch vrouwen                                                                                               |
| Zaterdag 18 oktober  | Tijdrit mannen Sprint mannen Achtervolging mannen Omnium mannen Tijdrit vrouwen Sprint vrouwen                                   |
| Zondag 19 oktober    | Keirin mannen Madison mannen Keirin vrouwen Achtervolging vrouwen Omnium vrouwen                                                 |

## Medaillewinnaars

### Mannen
| Onderdeel             | Goud                                                                   | Zilver                                                               | Brons                                                                    |
| --------------------- | ---------------------------------------------------------------------- | -------------------------------------------------------------------- | ------------------------------------------------------------------------ |
| Sprint                | Grégory Baugé                                                          | Damian Zieliński                                                     | Robert Förstemann                                                        |
| Teamsprint            | Duitsland Tobias Wächter Robert Förstemann Joachim Eilers              | Frankrijk Grégory Baugé Michaël D'Almeida Kévin Sireau               | Rusland Denis Dmitrjev Nikita Sjoersjin Pavel Jakoesjevski               |
| Keirin                | Joachim Eilers                                                         | Matthijs Büchli                                                      | Denis Dmitrjev                                                           |
| Tijdrit (1 kilometer) | Callum Skinner                                                         | Joachim Eilers                                                       | Quentin Lafargue                                                         |
| Omnium                | Elia Viviani                                                           | Jonathan Dibben                                                      | Unai Elorriaga                                                           |
| Ploegenachtervolging  | Verenigd Koninkrijk Jonathan Dibben Owain Doull Ed Clancy Andy Tennant | Duitsland Henning Bommel Kersten Thiele Nils Schomber Theo Reinhardt | Rusland Aleksej Koerbatov Ivan Kovaljov Jevgeni Kovaljov Aleksandr Serov |
| Achtervolging         | Andy Tennant                                                           | Aleksandr Jevtoesjenko                                               | Kersten Thiele                                                           |
| Puntenkoers           | Benjamin Thomas                                                        | Liam Bertazzo                                                        | Henning Bommel                                                           |
| Scratch               | Otto Vergaerde                                                         | Eloy Teruel                                                          | Ed Clancy                                                                |
| Koppelkoers           | Oostenrijk Andreas Müller Andreas Graf                                 | België Otto Vergaerde Kenny De Ketele                                | Frankrijk Morgan Kneisky Vivien Brisse                                   |

### Vrouwen
| Onderdeel            | Goud                                                                      | Zilver                                                                            | Brons                                                                        |
| -------------------- | ------------------------------------------------------------------------- | --------------------------------------------------------------------------------- | ---------------------------------------------------------------------------- |
| Sprint               | Anastasia Vojnova                                                         | Tania Calvo Barbero                                                               | Kristina Vogel                                                               |
| Teamsprint           | Rusland Elena Brejniva Anastasia Vojnova                                  | Duitsland Kristina Vogel Miriam Welte                                             | Nederland Elis Ligtlee Shanne Braspennincx                                   |
| Keirin               | Kristina Vogel                                                            | Elena Brejniva                                                                    | Shanne Braspennincx                                                          |
| Tijdrit (500 meter)  | Anastasia Vojnova                                                         | Elis Ligtlee                                                                      | Miriam Welte                                                                 |
| Omnium               | Laura Trott                                                               | Jolien D'Hoore                                                                    | Anna Knauer                                                                  |
| Ploegenachtervolging | Verenigd Koninkrijk Laura Trott Katie Archibald Ciara Horne Elinor Barker | Rusland Tamara Balabolina Evgenia Romanyuta Irina Molicheva Aleksandra Goncharova | Italië Simona Frapporti Beatrice Bartelloni Tatiana Guderzo Silvia Valsecchi |
| Achtervolging        | Katie Archibald                                                           | Mieke Kröger                                                                      | Vilija Sereikaite                                                            |
| Puntenkoers          | Eugenia Bujak                                                             | Kelly Druyts                                                                      | Elena Cecchini                                                               |
| Scratch              | Evgenia Romanyuta                                                         | Laurie Berthon                                                                    | Elena Cecchini                                                               |

## Medaillespiegel
| Plaats | Land                | Goud | Zilver | Brons | Totaal |
| 1      | Verenigd Koninkrijk | 6    | 1      | 1     | 8      |
| 2      | Rusland             | 4    | 3      | 3     | 10     |
| 3      | Duitsland           | 3    | 4      | 6     | 13     |
| 4      | Frankrijk           | 2    | 2      | 2     | 6      |
| 5      | België              | 1    | 3      | 0     | 4      |
| 6      | Italië              | 1    | 1      | 3     | 5      |
| 7      | Polen               | 1    | 1      | 0     | 2      |
| 8      | Oostenrijk          | 1    | 0      | 0     | 1      |
| 9      | Nederland           | 0    | 2      | 2     | 4      |
| 10     | Spanje              | 0    | 2      | 1     | 3      |
| 11     | Litouwen            | 0    | 0      | 1     | 1      |
| Totaal | Totaal              | 19   | 19     | 19    | 57     |